# 천우희
천우희(1987년 4월 20일 ~ )는 대한민국의 배우이다.
2004년 영화 《신부수업》에 단역으로 출연하며 연기 활동을 시작하였고 2009년에는 영화 《마더》에 조연으로 출연하였다. 2011년 영화 《써니》로 주목을 받으며 그해 대종상과 청룡영화상 여우조연상 후보에 올랐다. 이후 2014년 개봉한 집단 성폭행 피해 학생의 이야기를 그린 영화 《한공주》에 주연으로 출연하여 호평을 받았다. 이 작품으로 같은 해 디렉터스 컷 어워즈 여자 신인 연기자상과 한국영화평론가협회상 여우주연상 그리고 청룡영화상 여우주연상을 수상했고 이듬해 올해의 영화상 여우주연상 맥스무비 최고의 영화상 최고의 여자배우상 들꽃 영화상 여우주연상 백상예술대상 영화부문 여자 신인 연기상을 수상했다.

## 생애와 경력

### 어린 시절과 영화 첫 출연
천우희는 경기도 이천시에서 태어났다. 오빠와는 세살 터울이다. 아버지는 이천에서 도예를 하는 사람이었다. 천우희는 학창 시절 친구들과 두루 잘 어울리는 쾌활한 성격으로 초등학교 시절 반장을 도맡아 하였고 전교회장도 하였으며 중학교 때는 전교부회장을 하였다. 고등학교에 진학해서는 연극반 활동을 하였는데, 그녀가 처음으로 무대에 오른 작품은 위안부 할머니의 이야기를 다룬 《반쪽 날개로 날아온 새》였다. 천우희는 고교 시절 청소년 연기대회에서 연기상을 받기도 하였다. 천우희는 연극반 활동을 하며 연기에 흥미를 느껴 2006년 이천양정여자고등학교으로 진학했다.
천우희는 고등학교 연극반 시절인 2004년 영화 연출 일을 하던 사촌오빠의 권유로 권상우, 하지원 주연의 로맨틱 코미디 영화 《신부수업》에 오디션을 봐서 불량학생(깻잎무리2 역)으로 단역 출연한 적이 있는데, 이것이 그녀의 첫 영화 출연이었다. 두번째 출연작으로 2007년 개봉한 영화 《허브》에도 불량학생(깻잎2 역)으로 단역 출연했다.

### 2009년 이후의 활동
천우희는 2009년 개봉한 봉준호 감독의 영화 《마더》에 오디션을 통해 진태(진구 분)의 재수생 여자친구 미나 역(조연)으로 캐스팅되어 출연하며 본격적인 연기 활동을 시작했다. 300만 관객을 동원한 이 작품에서 그녀는 진태와의 베드신으로 관객들의 눈길을 끌었다. 천우희의 출연작으로 2010년 개봉한 독립영화 《이파네마 소년》과 2012년 개봉한 옴니버스 영화 《사이에서》도 2009년 촬영이 이루어졌다. 그녀는 《이파네마 소년》에서 소녀(김민지 분)의 친구 역을 맡았고, 《사이에서》 중 〈생수〉 편에서는 다방 여종업원 전나리 역을 맡았다. 이후 천우희는 2011년 개봉해 736만 명의 관객을 동원하며 흥행한 강형철 감독의 영화 《써니》에 ‘본드녀’ 상미 역으로 출연하였다. 그녀는 《써니》 오디션시 ‘욕쟁이’ 진희 역과 상미 역 오디션을 동시에 봤는데, 어느 역할을 더 하고 싶냐는 감독의 물음에 더 끌리는 캐릭터인 상미 역을 선택하였다. 천우희는 짧지만 강렬한 상미 역으로 좋은 평가를 받으며 그 해 대종상과 청룡영화상 여우조연상 후보에 올랐다. 천우희는 《써니》에 출연하기 전까진 소속사 없이 활동하였으나, 《써니》 개봉 이후 《마더》로 친분이 있던 배우 원빈의 조언을 받아 2011년 6월 소속사(나무엑터스)와도 전속계약을 맺게 되었다.
천우희는 같은 해인 2011년 12월부터 방송된 종합편성채널 MBN의 시트콤 《뱀파이어 아이돌》에 등장 인물 중 한 명인 아이돌 그룹 걸스걸스의 리더 우희 역으로 캐스팅되어 출연했다. 그러나 이 작품은 시청률 부진으로 계획된 120회를 채우지 못하고 이듬해 3월 79회를 끝으로 조기종영하였다. 천우희는 2011년 단편영화인 《뻑킹 세븐틴》에도 출연했다. 2012년에는 5월 개봉한 《코리아》에 작은 역인 현정화(하지원 분)의 동생 역으로 출연하였고, 11월 개봉한 《26년》에 권정혁(임슬옹 분)의 누나 역으로 특별출연하였다.
이후 천우희는 2014년 3월 개봉한 영화 《우아한 거짓말》에서 조연인 권미란을 연기한데 이어, 4월 개봉한 집단 성폭행 피해 학생의 이야기를 그린 독립 영화 《한공주》에서 주연인 한공주를 연기했다. 3억원도 안되는 저예산으로 제작된 《한공주》는 마라케시 국제 영화제, 로테르담 국제 영화제 등의 국제 영화제에서 잇따라 최고상을 수상하며 개봉 전부터 화제가 되었다. 마라케시 국제 영화제의 심사위원 중 한 명인 프랑스의 배우 마리옹 코티야르는 “놀랍도록 섬세한 연출력이 돋보이는 영화다. 감동적인 작품이고 여주인공의 연기도 정말 놀랍고 훌륭하다”고 영화와 천우희의 연기를 칭찬하였다. 천우희도 “이 영화가 내 대표작으로 불리면 좋겠다”고 말하였다. 《써니》에 출연한 후 한때 “1년에 다섯 사람도 안 만”날 정도로 슬럼프에 빠져 있던 천우희는 《한공주》를 통해 슬럼프에서 벗어날 수 있었다. 그녀는 이 작품으로 같은 해 디렉터스 컷 어워즈 여자 신인연기자상과 한국영화평론가협회상 여우주연상, 그리고 청룡영화상 여우주연상을 수상하였고, 이듬해 올해의 영화상 여우주연상, 맥스무비 최고의 영화상 최고의 여자배우상, 들꽃영화상 여우주연상, 백상예술대상 영화부문 여자 신인연기상을 수상했다.
2016년에는 영화 《해어화》와 《곡성》에 출연했다. 《곡성》에서 존재감이 돋보인 연기로 좋은 평을 받았고 곡성을 통해 칸 영화제 비경쟁 부문에 들어갔다.

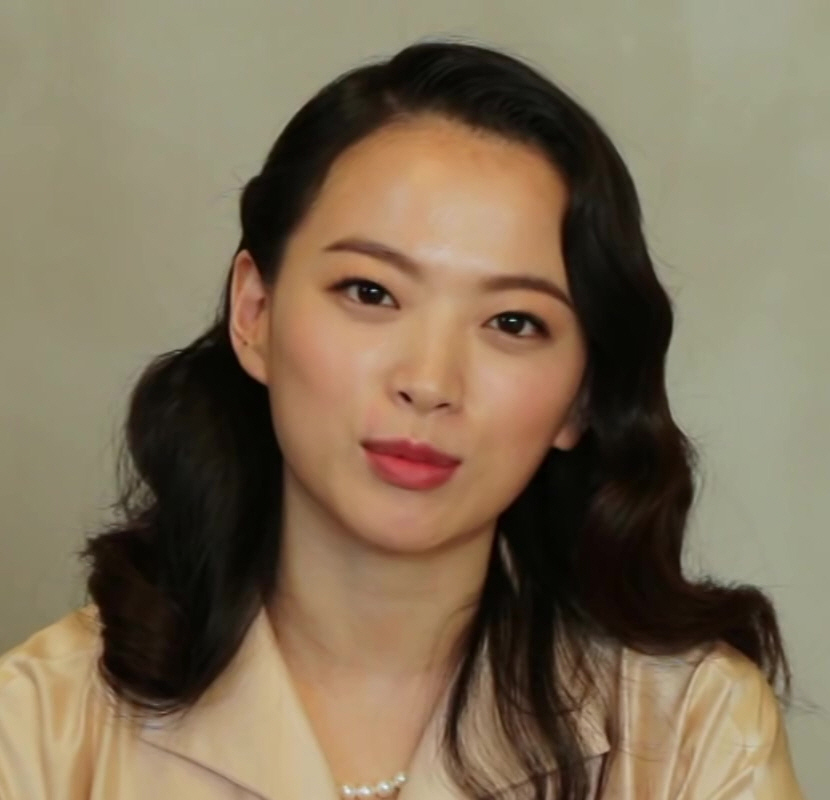
《해어화》히트 레코드 영상에서의 천우희

## 작품 목록

### 영화
| 연도 | 제목                     | 역할          | 감독           | 비고                                |
| ---- | ------------------------ | ------------- | -------------- | ----------------------------------- |
| 2004 | 신부수업                 | 깻잎무리2     | 허인무         |                                     |
| 2007 | 허브                     | 깻잎2         | 허인무         |                                     |
| 2009 | 마더                     | 미나          | 봉준호         |                                     |
| 2010 | 이파네마 소년            | 친구          | 김기훈         |                                     |
| 2011 | 써니                     | 이상미        | 강형철         |                                     |
| 2011 | 뻑킹 세븐틴              | 고진아        |                | 단편영화                            |
| 2012 | 코리아                   | 현정화 동생   | 문현성         |                                     |
| 2012 | 사이에서                 | 전나리        | 어일선, 민두식 | 〈생수〉 편                         |
| 2012 | 26년                     | 정혁 누이     | 조근현         | 특별출연                            |
| 2014 | 우아한 거짓말            | 곽미란        | 이한           |                                     |
| 2014 | 한공주                   | 한공주        | 이수진         |                                     |
| 2014 | 타짜: 신의 손            | 레스토랑 손님 | 강형철         | 카메오                              |
| 2014 | 카트                     | 김미진        | 부지영         |                                     |
| 2015 | 손님                     | 미숙          | 김광태         |                                     |
| 2015 | 뷰티 인사이드            | 우진          | 백종열         |                                     |
| 2016 | 해어화                   | 서연희        | 박흥식         |                                     |
| 2016 | 곡성                     | 무명          | 나홍진         | 2016년 5월 칸영화제 비경쟁부분 초청 |
| 2017 | 어느날                   | 단미소        | 이윤기         |                                     |
| 2018 | 흥부                     | 선출          | 조근현         | 특별출연                            |
| 2019 | 우상                     | 최련화        | 이수진         |                                     |
| 2019 | 메기                     | 메기          | 이옥섭         |                                     |
| 2019 | 마왕의 딸 이리샤         | 이리샤        | 장형윤         | 목소리 출연                         |
| 2019 | 버티고                   | 서영          | 전계수         |                                     |
| 2019 | 감쪽같은 그녀            | 박선생        | 허인무         | 특별출연                            |
| 2021 | 비와 당신의 이야기       | 공소희        | 조진모         |                                     |
| 2022 | 앵커                     | 정세라        | 정지연         |                                     |
| 2022 | 니 부모 얼굴이 보고 싶다 | 담임 교사     | 김지훈         |                                     |

### 드라마
| 연도 | 제목                      | 역할        | 방송사       | 부작           |
| ---- | ------------------------- | ----------- | ------------ | -------------- |
| 2010 | 아직도 결혼하고 싶은 여자 | 방송국 직원 | MBC          | 16부작         |
| 2011 | 뱀파이어 아이돌           | 우희        | MBN          | 79부작         |
| 2014 | 출중한 여자               | 천우희      | 네이버tvcast | 5부작 웹드라마 |
| 2017 | 아르곤                    | 이연화      | tvN          | 8부작          |
| 2019 | 멜로가 체질               | 임진주      | JTBC         | 16부작         |
| 2025 | 마이 유스                 | 성제연      | JTBC         |                |

### 방송
| 연도   | 방송사 | 제목                                              | 역할             | 비고 |
| ------ | ------ | ------------------------------------------------- | ---------------- | ---- |
| 2014년 | SBS    | 《SBS 나이트라인》                                | 초대석 게스트    |      |
| 2019년 | JTBC   | 《냉장고를 부탁해》                               | 게스트           |      |
| 2021   | tvN    | 《도레미 마켓》                                   | 게스트           |      |
| 2021   | JTBC   | 《JTBC 뉴스룸》                                   | 초대석 게스트    |      |
| 2021   | tvN    | 《바퀴 달린 집 3》                                | 게스트           |      |
| 2022   | EBS    | 《EBS 다큐프라임 코로나19 교육보고서-사라진학교》 | 내레이션         |      |
| 2022   | SBS    | 《SBS 나이트라인》                                | 초대석 게스트    |      |
| 2023   | SBS    | 《미운 우리 새끼》                                | 스페셜 MC 344회  |      |
| 2023   | MBC    | 《나 혼자 산다》                                  | 이주승 편 게스트 |      |
| 2024   | tvN    | 《유 퀴즈 온 더 블럭》                            | 게스트           |      |

## 뮤직비디오
- 2023년 성시경 - 《잠시라도 우리》

## 수상 및 후보
| 연도 | 시상식                         | 부문                         | 작품               | 결과 | 출처   |
| ---- | ------------------------------ | ---------------------------- | ------------------ | ---- | ------ |
| 2011 | 제48회 대종상                  | 여우조연상                   | 써니               | 후보 | [ 17 ] |
| 2011 | 제32회 청룡영화상              | 여우조연상                   | 써니               | 후보 | [ 18 ] |
| 2014 | 제14회 디렉터스 컷 시상식      | 여자 신인연기자상            | 한공주             | 수상 | [ 41 ] |
| 2014 | 제23회 부일영화상              | 신인 여자연기상              | 한공주             | 후보 | [ 42 ] |
| 2014 | 제23회 부일영화상              | 여우주연상                   | 한공주             | 후보 | [ 42 ] |
| 2014 | 무비꼴라쥬 어워즈              | 여자배우상                   | 한공주             | 수상 | [ 43 ] |
| 2014 | 제34회 한국영화평론가협회상    | 여우주연상                   | 한공주             | 수상 | [ 44 ] |
| 2014 | 제51회 대종상                  | 여우주연상                   | 한공주             | 후보 | [ 45 ] |
| 2014 | 제15회 올해의 여성영화인상     | 연기상                       | 한공주             | 수상 | [ 46 ] |
| 2014 | 제35회 청룡영화상              | 여우주연상                   | 한공주             | 수상 | [ 47 ] |
| 2014 | 한국영화배우협회 스타의 밤     | 한국영화 인기스타상          | 한공주             | 수상 | [ 48 ] |
| 2014 | 제34회 황금촬영상              | 최우수 인기여우상            | 한공주             | 수상 | [ 49 ] |
| 2014 | 씨네21 영화상                  | 올해의 여자신인배우          | 한공주             | 수상 |        |
| 2014 | 씨네21 영화상                  | 올해의 여자배우              | 한공주             | 수상 |        |
| 2015 | 제6회 올해의 영화상            | 여우주연상                   | 한공주             | 수상 | [ 34 ] |
| 2015 | 제6회 올해의 영화상            | 올해의 발견상                | 한공주             | 수상 | [ 34 ] |
| 2015 | 제10회 맥스무비 최고의 영화상  | 최고의 여자배우상            | 한공주             | 수상 | [ 35 ] |
| 2015 | 제20회 춘사영화상              | 여자연기상                   | 한공주             | 후보 | [ 50 ] |
| 2015 | 제2회 들꽃영화상               | 여우주연상                   | 한공주             | 수상 | [ 36 ] |
| 2015 | 제4회 모엣 라이징 스타 어워드  | 모엣 라이징 스타상           | 한공주             | 수상 | [ 51 ] |
| 2015 | 제51회 백상예술대상            | 영화부문 여자 신인연기상     | 한공주             | 수상 | [ 37 ] |
| 2015 | 제24회 부일영화상              | 여우조연상                   | 손님               | 후보 | [ 52 ] |
| 2016 | 제25회 부일영화상              | 여우조연상                   | 곡성               | 후보 |        |
| 2016 | 제37회 청룡영화상              | 여우조연상                   | 곡성               | 후보 |        |
| 2016 | 제53회 대종상                  | 여우조연상                   | 곡성               | 후보 |        |
| 2016 | 블루드구츠유케이호러어워즈     | 국제영화부문 여우주연상      | 곡성               | 후보 |        |
| 2017 | 제53회 백상예술대상            | 영화부문 여자 조연상         | 곡성               | 후보 |        |
| 2017 | 제22회 춘사영화상              | 여우조연상                   | 곡성               | 후보 |        |
| 2017 | 제54회 대종상                  | 여우주연상                   | 어느날             | 후보 | [ 53 ] |
| 2019 | 제28회 부일영화상              | 여우주연상                   | 우상               | 후보 |        |
| 2019 | 제28회 부일영화상              | 여자 인기스타상              | 우상               | 후보 |        |
| 2021 | 제41회 황금촬영상              | 최우수 여우주연상            | 비와 당신의 이야기 | 수상 |        |
| 2022 | 제27회 춘사국제영화제          | 여우주연상                   | 앵커               | 후보 |        |
| 2022 | 제31회 부일영화상              | 여우주연상                   | 앵커               | 후보 |        |
| 2022 | 제43회 청룡영화상              | 여우주연상                   | 앵커               | 후보 |        |
| 2024 | 제3회 청룡 시리즈 어워즈       | 여우주연상                   | The 8 Show         | 후보 |        |
| 2024 | 제15회 대한민국 대중문화예술상 | 국무총리 표창                | 빈칸               | 수상 |        |
| 2025 | 제23회 디렉터스 컷 시상식      | 시리즈부문 올해의 여자배우상 | The 8 Show         | 후보 |        |